# Бабкины
Бабкины — дворянские роды.

## Первый род
Первый — древнего новгородского происхождения. Один из них, Константин, упоминается в числе новгородских бояр в 1475 году. Фёдор Гаврилович Бабкин убит при взятии Казани 2 октября 1552 года, и имя его вместе с другими вписано в синодик московского Успенского собора на вечное поминовение. Никодим Бабкин упоминается в свадьбе ливонского короля Магнуса с княжной Марией Владимировной Старицкой, в 1573 году.
В 1573 опричниками Ивана Грозного числились: Богдан Фёдорович, Василий и Никифор Никитичи, Игнат Данилович, Меньшик Гаврилович, Никодим Алексеевич, Павел Александрович и Роман Григорьевич Бабкины.
Тимофей Леонтьевич царский стольник в 1690—1692 г. В 1699 году четверо Бабкиных владели населёнными имениями.
Род Бабкиных записан в VI часть родословных книг губерний Владимирской и Симбирской.

## Второй род
Второй — род дворян Санкт-Петербургской губернии от гоф-штаб-квартирмейстера Данилы Григорьевича Бабкина, из конюшенных служителей достигли известного влияния в дворцовом управлении при императоре Николае I. Его сыновья генералы: Григорий Данилович (1803—1888) — комендант Бобруйска, командовал лейб-гвардии Преображенским полком, генерал от инфантерии; Николай Данилович  (1819—1887) — командир гарнизонного батальона, генерал-лейтенант.